# Nesiotites
Nesiotites es un género de mamíferos soricomorfos de la familia Soricidae. Es un género endémico de las islas del Mediterráneo, como las Islas Baleares, que se conoce desde el Plioceno inferior y se ha extinguido en tiempos históricos.

## Especies
- Nesiotites corsicanus, (Bate, 1945)
- Nesiotites hidalgo, (Bate, 1945)
- Nesiotites rafelinensis, (Rofes et al., 2012)[1]
- Nesiotites similis, (Hensel, 1855)